# Francisco Frutet
Francisco Frutet es un personaje inexistente considerado real por el tratadista Juan Agustín Ceán Bermúdez en el siglo XIX. Este supuesto pintor flamenco habría vivido en el siglo XVI y habría trabajado con el pintor Pedro de Campaña, colaborando ambos en la introducción del rafaelismo en España.
Ceán creyó que Antonio Palomino se refería a Frutet cuando aquel hablaba de otro pintor que tampoco existió, Antonio Flores.

## Origen del personaje
Francisco Frutet fue mencionado por primera vez por Ceán Bermúdez en su obra «Diccionario histórico de los más ilustres profesores de las Bellas Artes en España» (1800). Para su biografía, tomó datos dados por Antonio Palomino en 1724 acerca de un pintor que no existió, llamado Antonio Flores. El tal Antonio Flores fue mencionado también por Antonio Ponz en 1786.
Según Ceán, Frutet habría nacido en Flandes, habría pasado por Italia y habría estado en Sevilla hacia en 1548. En 1806 volvió a mencionar a este pintor en un texto titulado «Carta de D. Juan Agustín Ceán Bermúdez a un amigo suyo sobre el estilo gusto en la pintura de la escuela sevillana; y sobre el grado de perfección a que la llevó Bartolomé Esteban Murillo; cuya vida se inserta, y se describen sus obras en Sevilla», que está dirigido de forma encubierta a Melchor Gaspar de Jovellanos.
Ceán Bermúdez atribuyó a Frutet las pinturas del retablo de la Adoración de los Reyes del Convento de la Merced Calzada de Sevilla basándose en una memoria de las pinturas del convento de 1732 donde se dice que las pinturas de retablo son obra de un tal Juan Flores, flamenco. También le atribuyó, por similitud, el Tríptico del Calvario del Hospital de las Bubas. Igualmente, Ceán atribuyó a Frutet otras dos obras, que estaban en Madrid y que eran propiedad de su amigo Melchor Gaspar de Jovellanos: el Entierro de Cristo y la Presentación de Cristo y Barrabás al pueblo. Jovellanos las había adquirido en Sevilla en 1778.
La traducción del «Diccionario» de Ceán llevó la figura de Frutet al extranjero, publicándose obras que hablaban de él París, Londres, Múnich, Ámsterdam, Leipzig, Berlín, Bruselas y Lyon a lo largo del siglo XIX.
Ya en 1880 el belga Édouard Fétis escribió un artículo donde dudaba de la existencia de Francisco Frutet.

## Obras atribuidas a Francisco Frutet

### Pinturas del retablo de la Adoración de los Reyes
Este retablo estaba en Convento de la Merced Calzada de Sevilla. La pintura de la Adoración de los Reyes y otras dos con un par de evangelistas cada una fueron a parar a manos del artista francés Zacharia Astruc, que elaboró una biografía sobre Frutet con datos ficticios, y que en 1879 las vendió a los Museos Reales de Bellas Artes de Bélgica, en Bruselas, por 7 000 francos. Las pinturas fueron realizadas por Frans Floris y Hiérosme Francken y fueron finalizadas en 1571.
También formaban parte del retablo de la Adoración de los Reyes las pinturas de la Circuncisión de Jesús y de la Presentación en el Templo. La de la Circuncisión se ha localizado en la Capilla de St. Patrick del Oratorio de Londres y la otra está en paradero desconocido. Estas también fueron realizadas por Frans Floris y Hiérosme Francken y finalizadas en 1571.
En el retablo había una pintura de San Pedro y otra de San Pablo. Han sido localizadas en la colección de la empresa aseguradora Helvetia, en una sala de juntas de Sevilla. Estas obras son del círculo de los Francken y han sido fechadas en la década de 1570.

### Tríptico del Calvario
Se encontraba en el Hospital de las Bubas de Sevilla. En la actualidad se encuentra en el Museo de Bellas Artes de Sevilla. Ha sido atribuido a Frans Francken I.

### Entierro de Cristo
Esta pintura procedía del Convento de Santa María de Gracia de Sevilla. Ha sido atribuida a Pedro de Campaña hacia 1545-1550 y ha sido ubicada en la Accademia Carrara de Bérgamo.

### Presentación de Cristo y Barrabás al pueblo
Se trata de una pintura de procedencia desconocida y actualmente desaparecida. Probablemente sea obra de un autor flamenco del siglo XVI.

### Calvario
Procede de la Iglesia de San Esteban de Sevilla. Se encuentra en el Museo de Bellas Artes de Sevilla. Desde 1983 es atribuida a Francisco Pacheco de hacia 1610.

### Sagrada Cena
Procede del Convento de Madre de Dios de Sevilla. Se encuentra en el Museo de Bellas Artes de Sevilla. Está considerada actualmente una obra anónima de la escuela sevillana de la década de 1570.

### Cuatro Evangelistas
Son cuatro pinturas con cada uno de los evangelistas. Se encuentran en la Capilla de los Evangelistas de la Catedral de Sevilla. Están consideradas actualmente obras anónimas de la escuela española del siglo XVII.

### Depósito de Cristo en el sepulcro
Se encuentra en la Capilla de los Dolores de la Catedral de Sevilla. Puede tratarse de una obra de Trophime Bigot de hacia 1620.

### Soldados jugando la túnica de Cristo
Se encuentra en la Capilla de los Dolores de la Catedral de Sevilla. Podría ser una obra del círculo de Bartolomeo Manfredi de hacia 1620.

### Pinturas del retablo de las reliquias
El retablo de las reliquias de la sacristía mayor de la Catedral de Sevilla se desmembró y actualmente sus pinturas están expuestas enmarcadas como cuadros en una pared de la capilla de Santiago. Las obras fueron realizadas por Antón Pérez entre 1547 y 1548.

### Pinturas del retablo de Santa Catalina
Este retablo de la Iglesia de Santa Ana de Sevilla albergaba las pinturas de Santa Catalina de Alejandría, San Blas y San Benito Abad. Son obra de Hernando de Esturmio de 1553-1554. En la actualidad, la pintura de Santa Catalina cuelga en solitario en la nave de la epístola y las de San Blas y San Benito Abad se encuentran dispersas en distintas dependencias parroquiales.
Además, este retablo tenía una pintura de Santa Lucía y otra de Santa Apolonia, atribuidas a Antón Pérez de hacia 1555-1560, que también se encuentran en la Iglesia de Santa Ana.

### Tota Pulchra
Es la tabla central de un retablo que en el siglo XIX que se desmembró, pasando a ser un políptico. Representa a la Virgen María. Se encuentra en la Iglesia de Santa Ana de Sevilla. Puede haber sido realizada por Antón Pérez hacia 1560-1570.

### Un baile en la corte de Flandes
En 1913 se encontraba en el Museo de Bellas Artes de Troyes. Se desconoce su actual paradero y su autor.

### San Pedro con varios santos y San Pablo con los apóstoles
Estas tablas se encontraban a finales del siglo XIX en la colección del duque de Montpensier. Se desconoce su actual paradero y su autor.

### El profeta Zacarías y San José
Estas dos obras se encontraban en 1838 en la colección de Luis Felipe I de Francia. Se desconoce su actual paradero y su autor.